# Zula (ciudad)
Zula (en tigriña: ዙላ ) es una pequeña ciudad de Eritrea, ubicada cerca de la cabeza del Golfo de Zula, también conocido como la Bahía de Zula, en la costa africana del mar Rojo. A unos cuatro kilómetros de distancia se encuentra el yacimiento arqueológico de Adulis, que fue un importante puerto durante el Reino de Aksum.
En 1857, Zula fue cedido a los franceses tras un acuerdo con Dejaz Negusye, jefe de la provincia de Tigray durante la rebelión contra el emperador Teodoro II de Etiopía. Dejaz Negusye fue derrotado por el emperador, y cuando el comandante del crucero francés enviado al Golfo de Zula llegó al puerto en el año 1859, encontró al país en un estado de anarquía. No se adoptaron nuevas medidas por parte de Francia para hacer valer su soberanía, por lo que en 1866 Zula pasó a manos de la su vecino Egipto. En 1867-68, una expedición británica desembarcó en el puerto de Zula para ofrecer garantías de seguridad a los barcos mercantes en el golfo, donde también construyeron una carretera desde Zula hasta Senafe.
Después de permanecer dos años bajo la autoridad egipcia, en 1888 se instauró un protectorado italiano. En 1890 la ciudad fue incorporada a la colonia de Eritrea.